# NGC 1411
NGC 1411 is een elliptisch sterrenstelsel in het sterrenbeeld Slingeruurwerk. Het hemelobject werd op 24 oktober 1835 ontdekt door de Britse astronoom John Herschel.

## Synoniemen
- IC 1943
- PGC 13429
- MCG -7-8-4
- ESO 249-11